# 博比·雷諾茲
博比·雷諾茲（英語：Bobby Reynolds，1982年7月17日—）是一位美國職業網球運動員。目前他和他的雙打搭檔羅比·吉內普里居住在喬治亞州的Acworth。他是2008年溫網賽事中，唯一一個進入第三輪賽事的美國選手。

## 外部連結
- 博比·雷諾茲（英文/西班牙文）的官方資料
- 博比·雷諾茲的國際網球總會 職業／青少年 官方資料（英文）
- 博比·雷諾茲的官方資料（英文）